# Agelena jaundea
Agelena jaundea là một loài nhện trong họ Agelenidae.
Loài này thuộc chi Agelena. Agelena jaundea được Carl Friedrich Roewer miêu tả năm 1955.